# Открытая книга (роман)
«Открытая книга» — роман-трилогия советского писателя Вениамина Каверина, написанный им в 1948—1956 годах. В 1948 году вышла первая часть в журнальном варианте. В окончательном варианте роман «Открытая книга» включил в себя следующие три части — «Юность», «Доктор Власенкова», «Поиски и надежды».

## Сюжет
В книге рассказывается о судьбе молодой учёной Татьяны Власенковой, работающей в области микробиологии. Писатель прослеживает путь героини от ранней юности до открытия пенициллина, который оказал глубокое влияние на развитие медицины.
Прообразом главной героини стала советский микробиолог и эпидемиолог, академик АМН СССР, создательница пенициллина в СССР Зинаида Виссарионовна Ермольева (1897—1974).

## Дополнительная информация
В 2013 году роман был включен в список «100 книг», рекомендованных школьникам Министерством образования и науки РФ для самостоятельного чтения.

## Первые публикации романа
- Каверин В. А. Открытая книга. — М.: Молодая гвардия, 1954. — 552 с. — 75 000 экз.
- Каверин В. А. Открытая книга: Трилогия. Часть третья. — М.: Молодая гвардия, 1956. — 264 с. — 90 000 экз.
- Каверин В. А. Открытая книга. — М.: Молодая гвардия, 1959. — 536 с.
- Каверин В. А. Открытая книга. — М.: Советская Россия, 1965. — 792 с.

## Экранизация
- Открытая книга (фильм, 1973)
- Открытая книга (фильм, 1977)